# Antonio López García
Pour les articles homonymes, voir Antonio López (homonymie), López et García.
Antonio López García, né à Tomelloso, Ciudad Real, le 6 janvier 1936, est un artiste peintre et sculpteur espagnol contemporain, qui vit et travaille à Madrid. C'est un des principaux représentants de l’hyperréalisme en Europe.

## Biographie
Antonio naît le 6 janvier 1936. Il est le frère aîné d’une fratrie de quatre enfants (Josefina, Diógenes et Carmen). Ses parents sont agriculteurs à la florissante ville de Tomelloso.
En 1983, il reçoit la médaille d'or du mérite des beaux-arts par le Ministère de l'Éducation, de la Culture et des Sports.

## Principales œuvres

### Peintures
- Les Fiancés - Los novios (1955)
- Salle de bains - Cuarto de baño (1969)
- Vallecas - Vallecas (1980)
- La Gran Vía (1974-1981)
- Madrid à partir de la rue Capitaine Haya - Madrid desde capitán Haya (es) (1989)

### Sculptures
- Homme et femme - Hombre y mujer (1968).
- Jour Nuit - Dia y Noche (2008)
- La Femme de Coslada - La mujer de Coslada (2010 - bronze, 5 mètres de hauteur, poids : 3 000 kg)

## Galerie

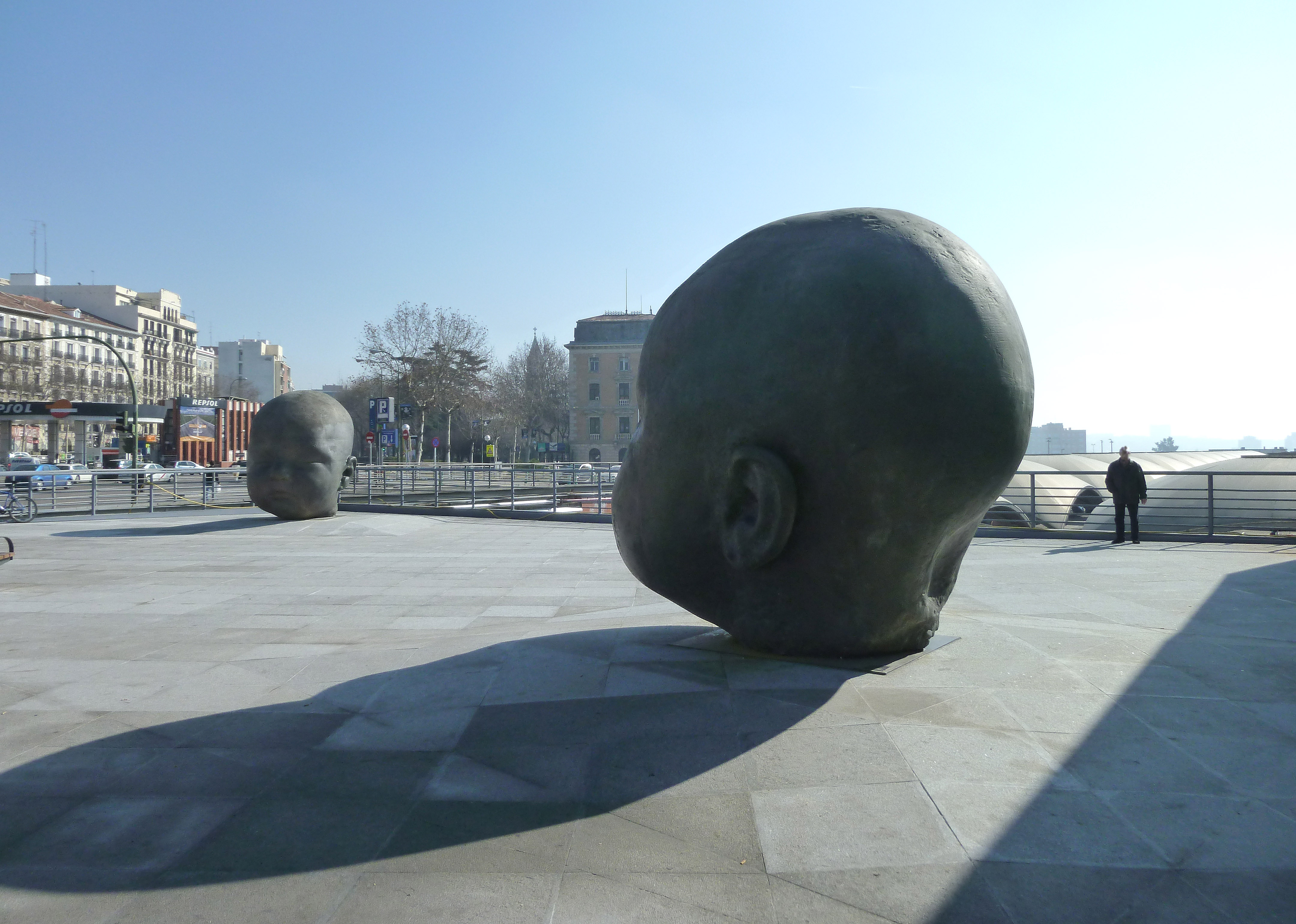
Dia y Noche Gare de Madrid-Atocha(2008)
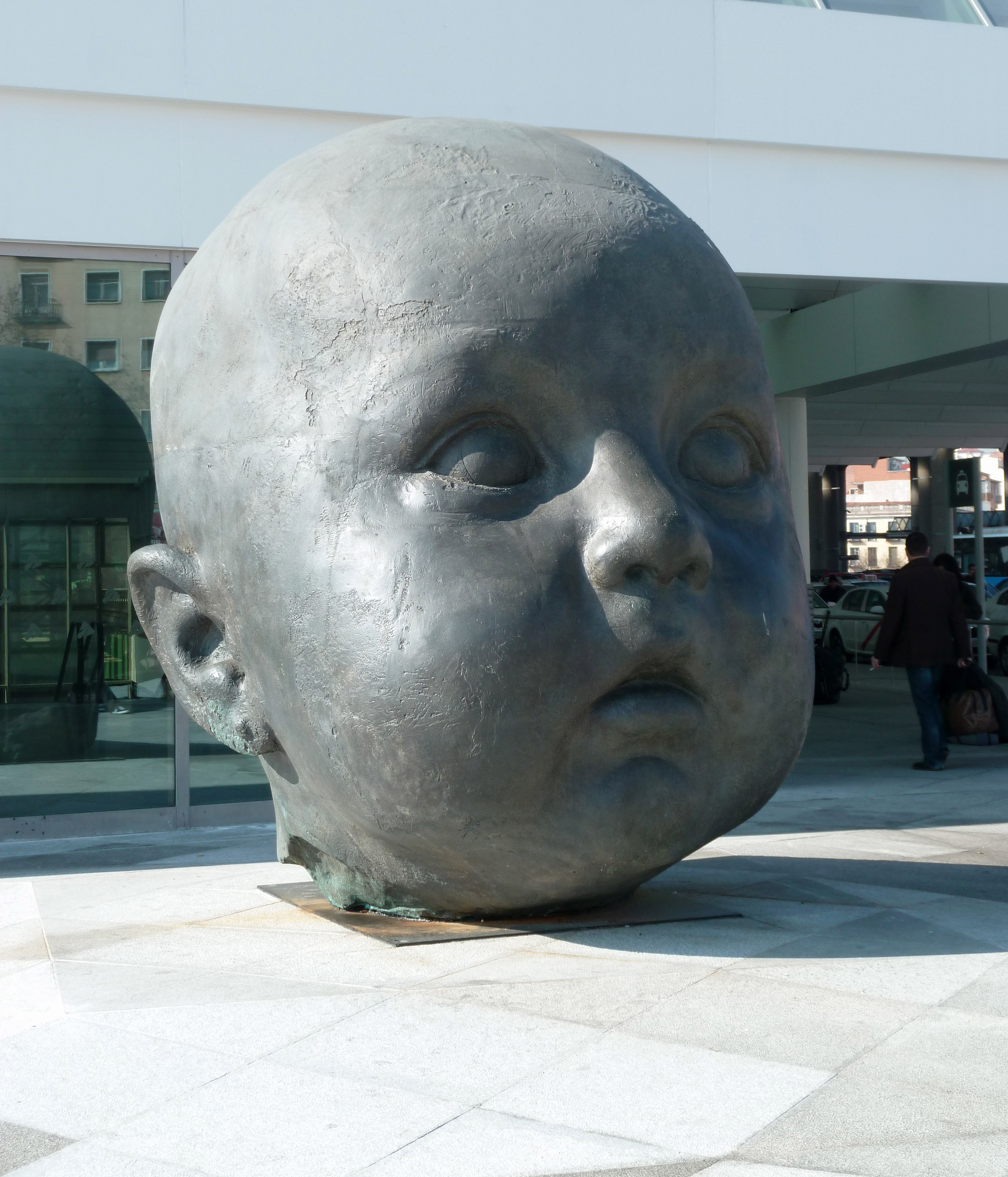
Día bronze, 2008
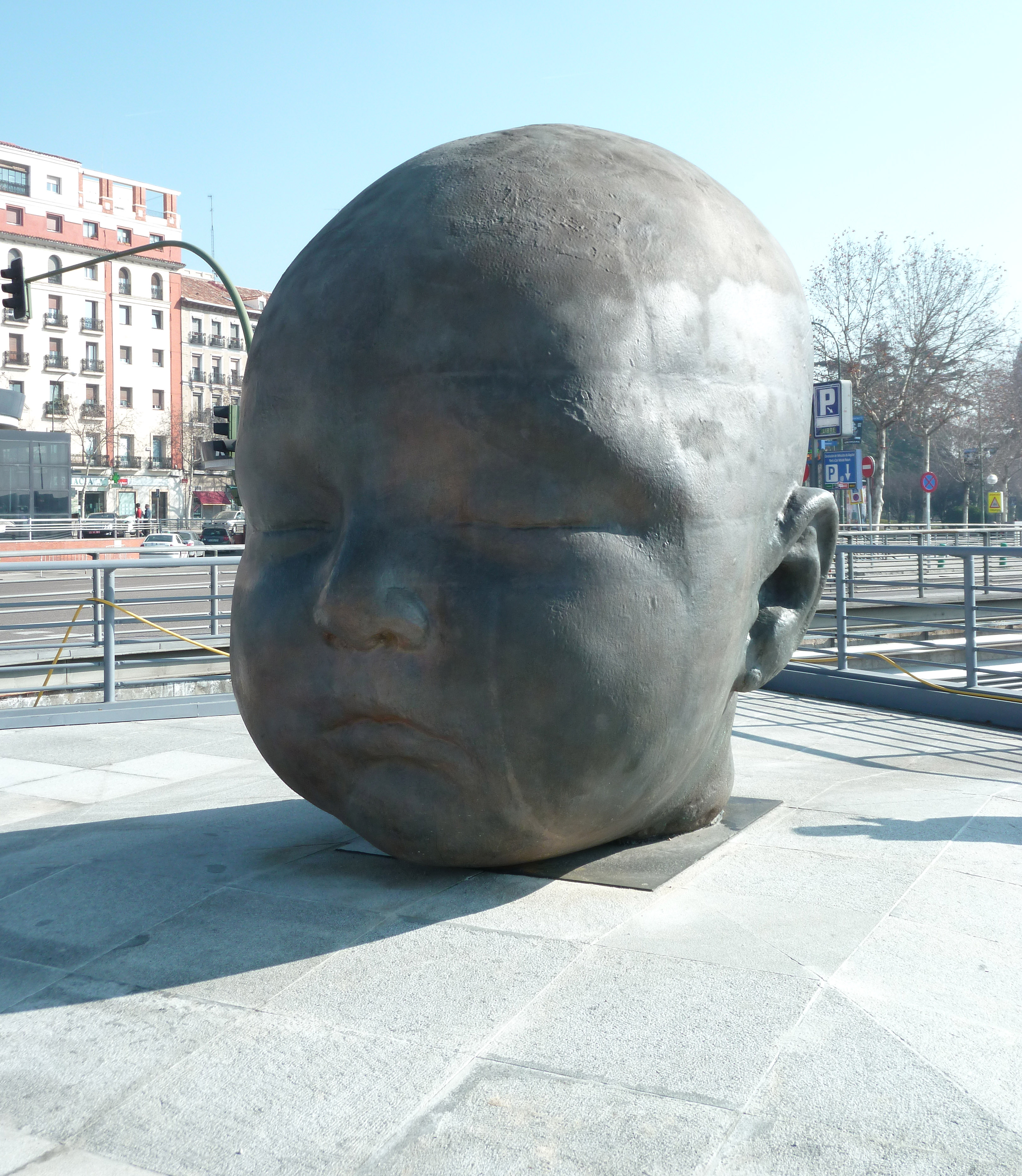
Noche bronze 2008